# 2033
Cette page concerne l'année 2033  du calendrier grégorien.
2033 est une année commune qui commence un samedi. C'est la 2033e année de notre ère, la 33e du IIIe millénaire et du XXIe siècle et la 4e de la décennie 2030-2039.

## Autres calendriers
L'année 2033 du calendrier grégorien correspond aux dates suivantes :
- Calendrier berbère : 2982 / 2983
- Calendrier hébraïque : 5793 / 5794
- Calendrier indien : 1954 / 1955
- Calendrier musulman : 1454 / 1455
- Calendrier persan : 1411 / 1412
- Calendrier républicain : 241 / 242

## Événements prévus
- Le programme Aurora de l'ESA projette d'envoyer un vaisseau habité vers Mars[1].
- Une marée d'une amplitude importante se produira le 3 mars à l'occasion d'un alignement de la Terre avec la Lune et le Soleil alors que la distance qui les sépare sera minimum[2].